# هانس شبرنجر
هانس سبرنجر (بالألمانية: Hans Sprenger)‏ هو لاعب كرة قدم ألماني، ولد في 12 أكتوبر 1948 في برلين في ألمانيا. لعب مع تنس بوروسيا برلين.

## وصلات خارجية
- هانس سبرنجر على موقع قاعدة بيانات كرة القدم.إي يو (الإنجليزية)
- هانس سبرنجر على موقع بيانات كرة القدم. دي إي (الألمانية)
- هانس سبرنجر على موقع عالم كرة القدم.نت (الإنجليزية)